# Admete (dier)
Admete is een geslacht van slakken uit de familie van de Cancellariidae. De wetenschappelijke naam van het geslacht is voor het eerst geldig gepubliceerd in 1842 door Henrik Nikolai Krøyer.

## Soorten
- Admete bruuni Knudsen, 1964
- Admete californica (Dall, 1908)
- Admete choshiensis Shikama, 1962
- Admete clivicola Høisæter, 2011
- Admete contabulata Friele, 1879
- Admete enderbyensis Powell, 1958
- Admete frigida Rochebrune & Mabille, 1885
- Admete gracilior (Carpenter in Gabb, 1869)
- Admete haini Numanami, 1996
- Admete hukuiensis Nomura, 1940
- Admete magellanica (Strebel, 1905)
- Admete microsoma (Dall, 1908)
- Admete ovata E. A. Smith, 1875
- Admete philippii Ihering, 1907
- Admete sadko Gorbunov, 1946
- Admete schythei (Philippi, 1855)
- Admete solida (Aurivillius, 1885)
- Admete specularis (Watson, 1882)
- Admete tabulata G. B. Sowerby III, 1875
- Admete tenuissima Okutani & Fujikura, 2002
- Admete verenae Harasewych & Petit, 2011
- Admete viridula (Fabricius, 1780)
- Admete watanabei Shikama, 1962